# Vasile Odobescu
Vasile Odobescu (n.  ?, Cuizăuca, raionul Rezina, Republica Moldova – d. 1953, URSS) a fost un important luptător împotriva comunismului din RSS Moldovenească. 
Născut în Cuizăuca, Rezina, părinții și sora lui au fost deportați din Basarabia în Siberia.
În 1950 a fondat Partidul Democrat Agrar, ce avea să devină una dintre cele mai largi organizații de rezistența din RSS Moldovenească (în special în mediul rural). 
În 1953, Odobescu și alți lideri ai Partidului Democrat Agrar au fost arestați. Ulterior, împreună cu alți membri ai partidului, Odobescu a fost condamnat la moarte.
În anul 2000, într-o carte a sa, istoricul Ion Țurcanu a scris capitolul Vasile Odobescu, un ostaș al dezmoșteniților.